# Зелінка Степан Васильович
Степан Васильович Зелінка (нар. 21 січня 1940, с. Нижня Яблунька Україна — 14 червня 2000, м. Тернопіль) — український вчений-ботанік, педагог. Відзнака «Відмінник охорони здоров'я».

## Життєпис
Степан Васильович Зелінка народився 21 січня 1940 року в селі Нижній Яблунці Турківського району Львівської області, нині Україна.
Закінчив Бориславське педагогічне училище (1957), Кременецький педагогічний інститут (1961), Тернопільський педагогічний інститут (1967, нині національний педагогічний університет), від 1974 — навчався в аспірантурі Львівського відділення інституту ботаніки академії наук України.
Від 1961 — працював у Тернопільському педагогічному інституті — асистент, кафедри теорії та методики фізвиховання, від 1967 — згодом старшим викладачем кафедри ботаніки. Брав участь у роботі Всесоюзного й Українського ботанічного товариства.
Співорганізатор заповідника «Медобори» та Голицького ботаніко-етмологічного заказника загальнодержавного значення (на базі якого створений Голицький біостаціонар ТДПУ).
Помер 14 червня 2000 року в місті Тернополі.

## Доробок
Автор 75 наукових праць, рекомендацій щодо організації Товтрового природного парку на Поділлі.